# The Life You Can Save
The Life You Can Save ist ein Sachbuch des australischen Moralphilosophen Peter Singer (* 1946) aus dem Jahr 2009. Der Autor entfaltet darin die These, dass Bewohner von Industrienationen sich moralisch falsch verhalten, wenn sie nicht mit ihren Möglichkeiten dazu beitragen, bestehende Armut und Leid in den Entwicklungsländern zu beenden. Das Buch diskutiert daneben vor allem die Frage, wie sich Geld möglichst effektiv spenden lässt. Im Anschluss an die Veröffentlichung des Buchs entstand 2013 eine gleichnamige Wohltätigkeitsorganisation. Sie betreibt vornehmlich Aufklärungsarbeit im Sinne des effektiven Altruismus, einer sozialen Bewegung, die von den in The Life You Can Save und früheren Publikationen Singers veröffentlichten Argumenten entscheidend angeregt wurde.
Ende 2019 wurde eine überarbeitete Jubiläums-Ausgabe des Buchs veröffentlicht, die als kostenloses E-Book oder Hörbuch (eingesprochen u. a. von Kristen Bell, Stephen Fry) von der Website The Life You Can Save heruntergeladen werden kann. 2022 wurde diese überarbeitete Jubiläums-Ausgabe von der gemeinnützigen Organisation Effektiv Spenden ins Deutsche übersetzt und kann ebenfalls als kostenloses E-Book heruntergeladen werden.

## Inhalt
Singer stellt in seinem Buch eine zentrale Forderung. Er ruft dazu auf, „mit anderen zu teilen, bis jede weitere Gabe ein Opfer wäre, das annähernd so schwer wiegt wie die Not, die unsere Hilfe lindern soll“. In extremer Konsequenz würde das für einen wohlhabenden Menschen die moralische Pflicht beinhalten, so viel von seinem Vermögen zu spenden, bis er selbst zu den Ärmsten gehört. Erst dann würden weitere Spenden ihn selbst schlechterstellen als die Empfänger seiner Zuwendungen. Singer begründet diese Forderung mit dem folgenden Argument: Wenn es in unserer Macht stehe, die Summe (menschlichen) Leids zu vermindern, sei es verwerflich, dies nicht zu tun. Wir dürften den Bedürfnissen anderer nicht weniger Bedeutung beimessen als unseren eigenen. Singer bewertet damit nicht nur die Folgen unseres aktiven Handelns, sondern bezieht auch die Folgen unserer unterlassenen Handlungen in seine Argumentation ein.

### Teich-Gedankenexperiment
Um seine Argumentation zu unterstützen, greift der Autor immer wieder auf Gedankenexperimente zurück. Das wohl bekannteste des Buchs handelt von der Frage, ob man ein ertrinkendes Kind auch dann aus einem Teich retten müsse, wenn dabei die eigenen teuren Schuhe ruiniert würden. Fast alle Menschen in fast allen Kulturen bejahen dies. Singer folgert daraus, dass alle Bewohner von wohlhabenden Gesellschaften analog verpflichtet seien, zumindest einen Teil ihres Vermögens für (möglichst effektive) wohltätige Zwecke zu spenden. Denn, so der Autor weiter, Bewohner reicher Länder könnten in jedem Moment – für einen ähnlichen Gegenwert wie den eines Paars teurer Schuhe – das Leben eines Kinds in einem entfernten Land retten. Dies könne beispielsweise durch Malariaprävention geschehen. Andere Kapitel des Buches diskutieren die Frage, warum sich die Mehrheit der Menschen in reichen Ländern trotzdem anders verhält, und was dagegen getan werden könnte. Ein anderes Gedankenexperiment, das Singer im Buch in mehreren Varianten aufgreift, ist das sogenannte Trolley-Problem.

## Rezeption
Michael Pawlik besprach die deutschsprachige Übersetzung 2010 in einer Rezension für die Frankfurter Allgemeine Zeitung. Er nennt die Argumentation des Buchs darin "zu glatt, um wahr zu sein", und stuft es eher als politisches denn als philosophisches Werk ein, an dem ihm die "latent freiheitsfeindlichen Implikationen" missfallen. Der Rezensent argumentiert, dass man anderen gegenüber umso stärker verpflichtet sei, je näher sie einem stünden; ein Argument, dass Singer in The Life You Can Save bereits diskutiert und zurückweist. Es gebe "genuin normative Gründe", so Pawlik, nicht mehr als fünf Prozent des eigenen verfügbaren Einkommens an Fremde zu spenden, benennt aber die angedeuteten Normen nicht.

## Ausgaben
- The Life You Can Save: Acting Now to End World Poverty. Random House 2009, ISBN 978-1-4000-6710-7, 224 S.
  - Deutsch als: Leben retten: Wie sich Armut abschaffen lässt – und warum wir es nicht tun. Arche, Zürich 2010, ISBN 978-3-7160-2629-8, 272 S.
- The Life You Can Save: Acting Now to End World Poverty. 10th Anniversary Edition. 2019, ISBN 978-1-73367-270-2, 312 S.
  - Deutsch als: Leben retten!: Wie auch du die weltweite Armut bekämpfen kannst. effektiv-spenden.org im Selbstverlag via epubli. 2022. ISBN 978-3-7565-4844-6, 296 S.